# C/2014 UN271 Bernardinelli-Bernstein
C/2014 UN271 Bernardinelli-Bernstein är en icke-periodisk komet som upptäcktes den 20 oktober 2014 av den brasilianska astronomen Pedro Bernardinelli och den amerikanske astronomen Gary Bernstein. Kometens omloppsbana kring solen är retrograd och den rör sig alltså "baklänges" i förhållande till solsystemets planeter. Kometen beräknas göra ett varv runt solen på ungefär 6,7 miljoner år.
I januari 2031 kommer den passera sitt perihelium, vilket är beräknat till 10,9 AU.
Tidiga observationer av objektet antydde att objektet var en småplanet med en diameter mellan 100 och 200 kilometer, vilket efter upptäckten att det handlade om en komet skulle göra den till en av de största kometer som upptäckts. Men samman upptäckt gör också att objektets diameter har ifrågasatts.[källa behövs]